# Народное ополчение блокадного Ленинграда

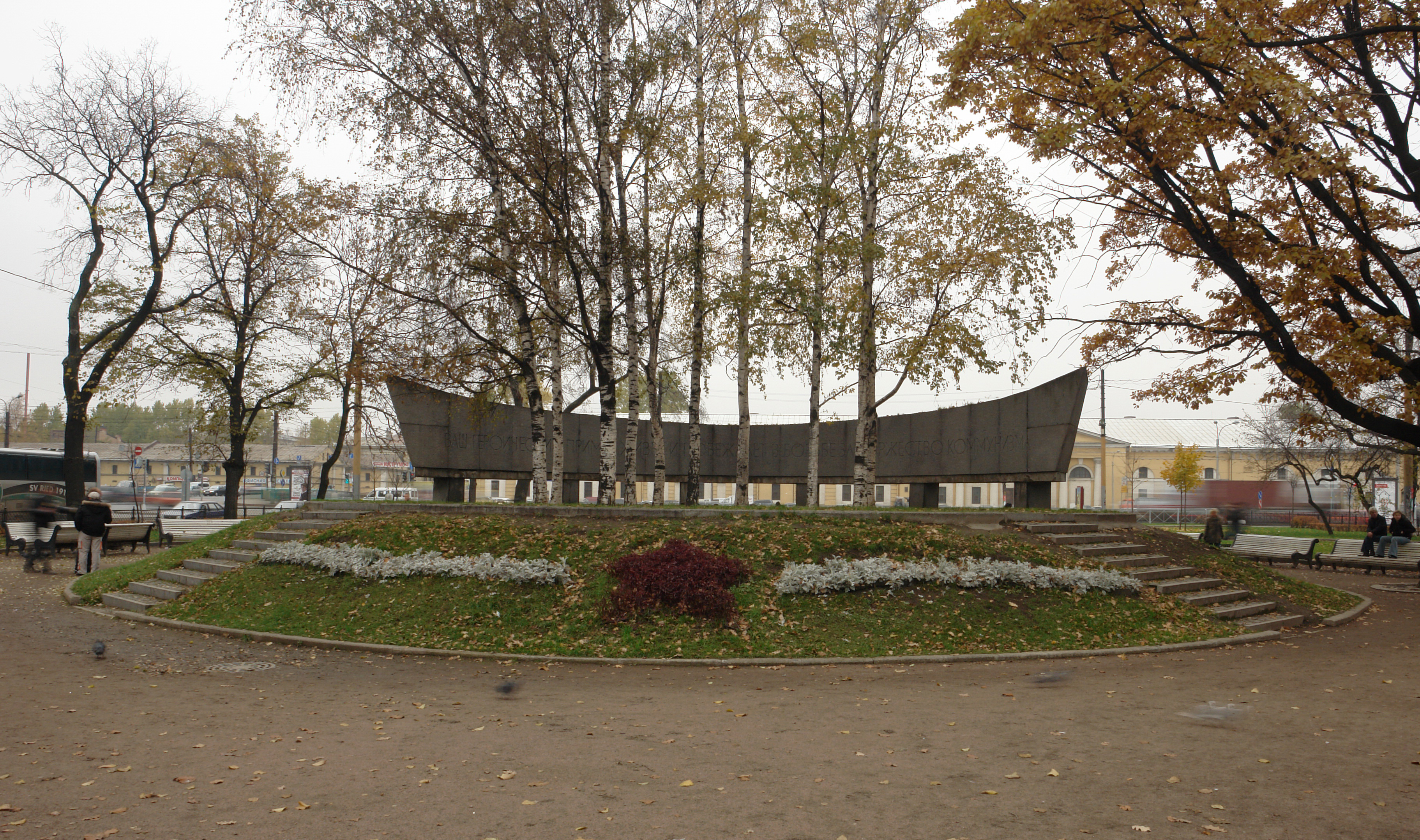
Монумент комсомольцам, Балтийский вокзал.

Наро́дное ополче́ние блока́дного Ленингра́да — добровольцы, уходившие на трудовой и боевой фронт: женщины, мужчины и подростки блокадного Ленинграда, защищавшие город от нашествия немецких захватчиков в пeриод Великой Отечественной войны.

## История
В первые два дня войны с повестками и без повесток в военкоматы Ленинграда обратилось около 100 тысяч ленинградцев. Ввиду большого наплыва добровольцев Ленинградский горком ВКП(б) направил в адрес Главнокомандующего РККА просьбу о создании Армии народного ополчения. После того, как разрешение было получено, началось формирование добровольческих дивизий и полков. Большинство ополченцев не были военными, не имели военной подготовки. Командирами назначались кадровые военные. Ополченцы в сентябре понесли большие потери на Лужском оборонительном рубеже и в Красногвардейском укреплённом районе — до 95% состава. Остатки народного ополчения были расформированы.
Большие потери были понесены и в ходе стремительного наступления немцев, рвавшихся к Москве и Ленинграду, спешащих завершить наступательные операции до прихода зимы. Сдерживали наступление люди, защищавшие своих жён, детей и матерей.
Историк, аспират Санкт-Петербургского института истории РАН Вячеслав Мосунов и потомок одного из ополченцев Валерий Шагин, собиравшие сведения о Шлиссельбургском десанте, пишут: «Сами немцы после этой операции писали о наших моряках такие отзывы, что они вдохновили меня как потомка одного из них. Исследователь, который переводил для нас эти документы, сказал, что раньше не встречал таких комплиментов от немцев в адрес врага».
В сентября 1941 года после двухчасовой артиллерийской и авиационной подготовки немецкие войска атаковали фронт на всем протяжении от Финского залива до Пулковских высот. Главный удар пришёлся на участок Кискино—Галлерово. 5-я дивизия Ленинградской армии народного ополчения удержала врага возле Пулковских высот, не дав им прорваться в тыл советских войск. Не смог прорваться немецкий танковый клин к Кировскому заводу на линии Лигово – Урицк. Бойцы народного ополчения, плохо вооружённые и наспех одетые, подбили в этом бою 27 немецких танков. Немцы не дошли до завода три-четыре километра.
На Лужском направлении бойцы народного ополчения закрыли фронт своими телами и не пропустили части группы армий «Север» в то время, когда немецкий ефрейтор Гюнтер в начале сентября, когда город был взят в кольцо, записал в дневнике: «Нам осталось перешагнуть Неву, и северная столица большевиков падёт». В начале июня жители Ленинграда строили оборонительный рубеж Кингисепп — Луга — озеро Ильмень. На протяжении 175 км были вырыты противотанковые рвы, глубиной 10—15 м, построено 160 км эскарпов, сооружено 570 дотов и дзотов.
Бывшая 1-я дивизия народного ополчения в составе 80-й стрелковой дивизии Ленинградского фронта несколько раз предпринимала попытку прорыва блокады Ленинграда в районе Шлиссельбурга, сдерживая наступление немецких войск.
Вторая волна народного ополчения пришлась на май — сентябрь 1942 года, они должны были защищать Ленинград в случае прорыва врага. Большую часть ополчения составляли женщины. Одна четвёртая часть ушла на фронт. Всего в народную армию ополчения ушло более 200 тысяч человек. Из их числа были сформированы 10 дивизий, артиллерийские батальоны и партизанские отряды.

## Память
- Памятник Рубеж обороны
- Памятник Народному ополчению Ленинского района
- Памятный знак воинам-ополченцам нарвского рабочего полка установлен на рубеже, где сражались воины-ополченцы нарвского рабочего полка, возле г. Кингисепп, Касколовка.
- Мемориал «Ополченцы» (западная окраина города Пушкин).
- Мемориальный комплекс Героическим защитникам Ленинграда — скульптурная группа «Народное ополчение».
- Нагрудный знак «Народное ополчение Ленинграда» учреждён в 1971 году.
- Памятник и указатель установлены примерно в 10 м от платформы Русановская. У памятника снята (вероятно вандалами) пояснительная табличка из металла, поэтому пока не ясно кому посвящен памятник. Но, вероятнее всего, на рубеж обороны советских войск в 1941 г. и линию фронта в 1941-1943 гг., которая именно здесь пересекала железнодорожную ветку на Мурманск. Указатель показывает направление к кладбищу 11 с.д., до которого около 100-200 м.
- Проспект Народного Ополчения
- Улица Народного Ополчения.

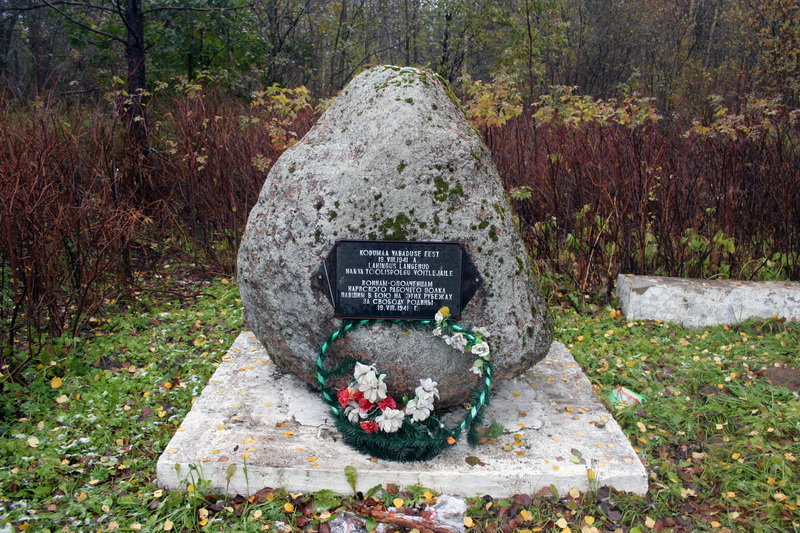
Памятный знак воинам-ополченцам нарвского рабочего полка.
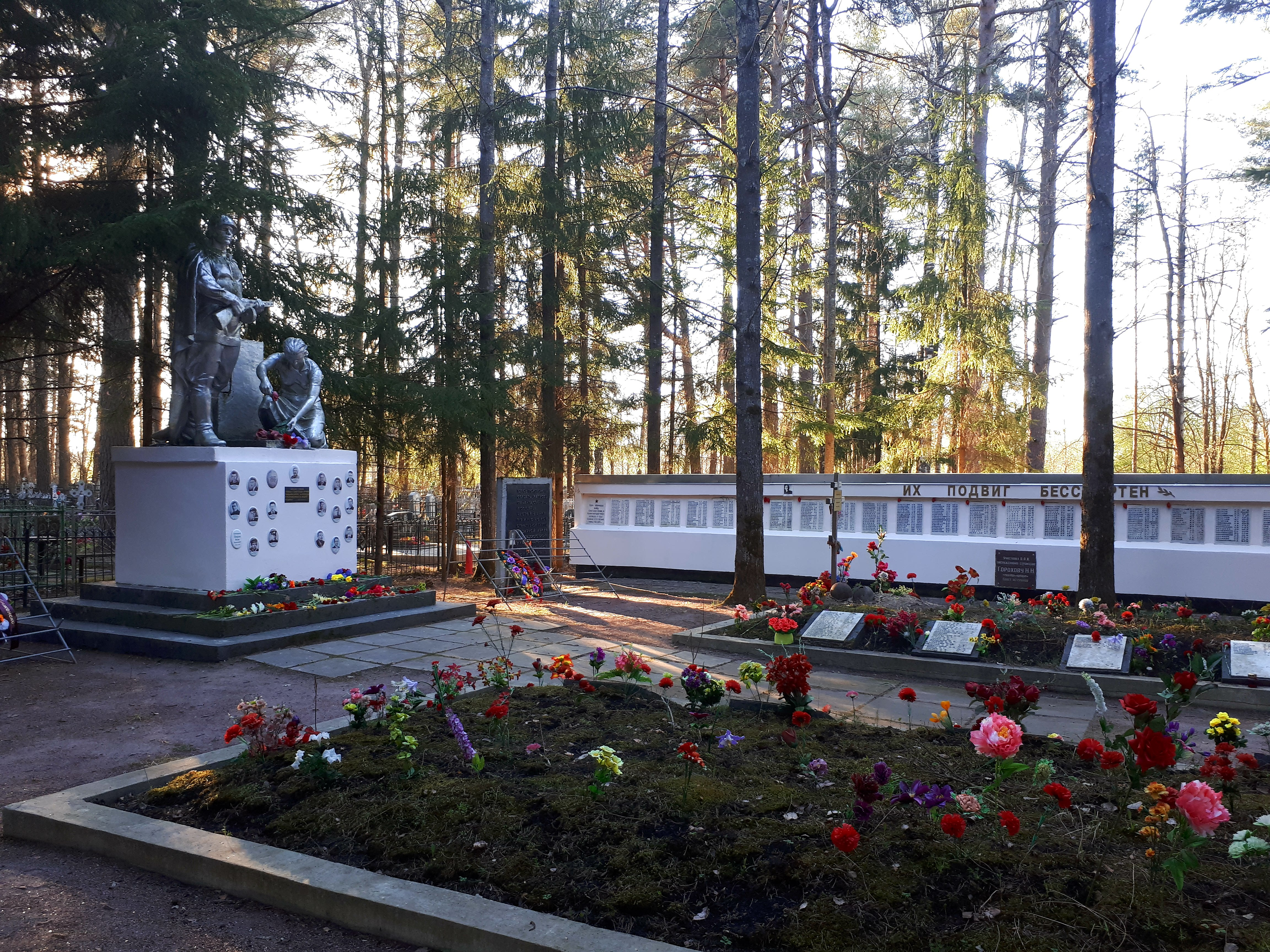
Лебяжье. Воинское кладбище
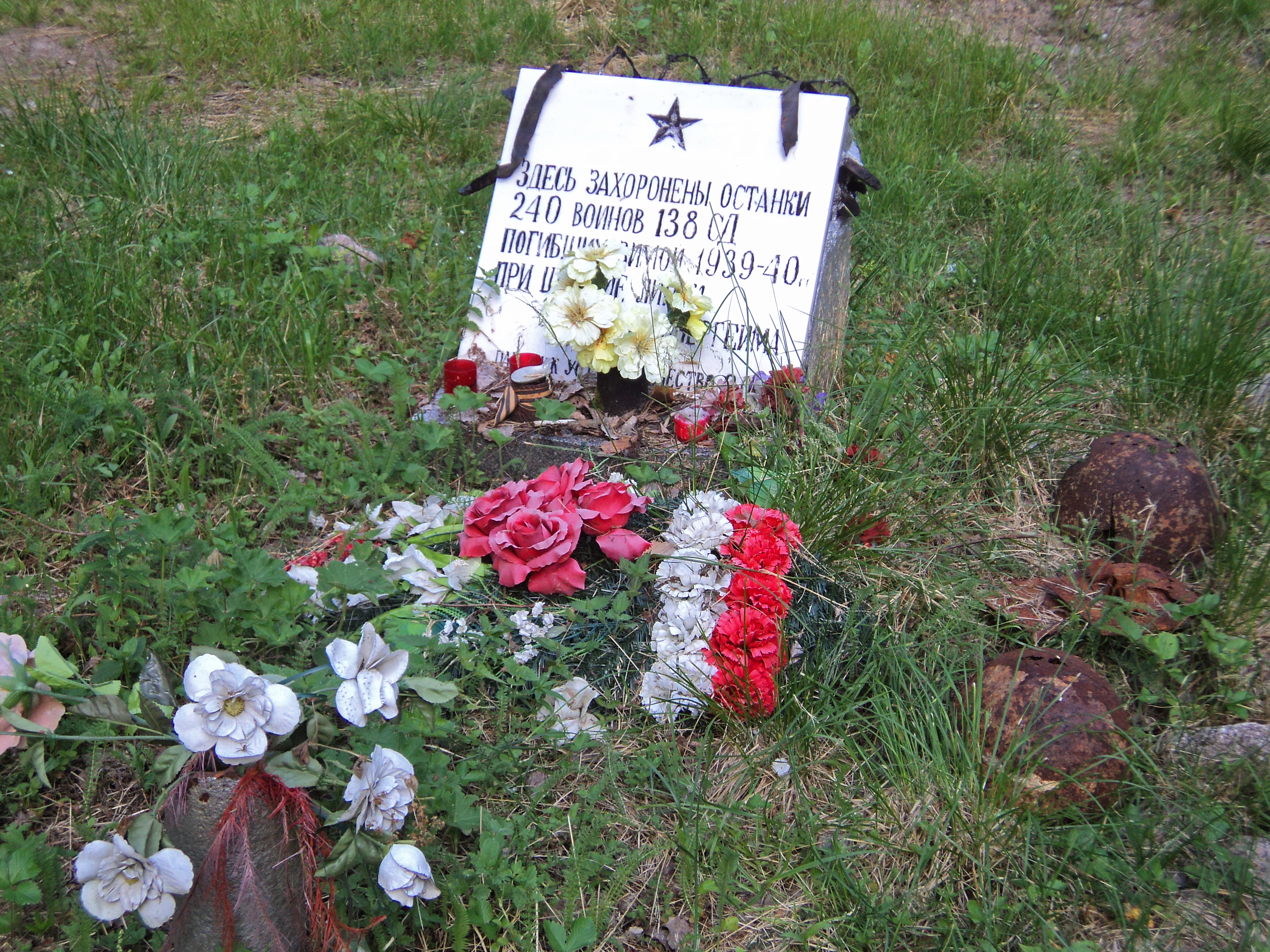
Братская могила бойцов РККА
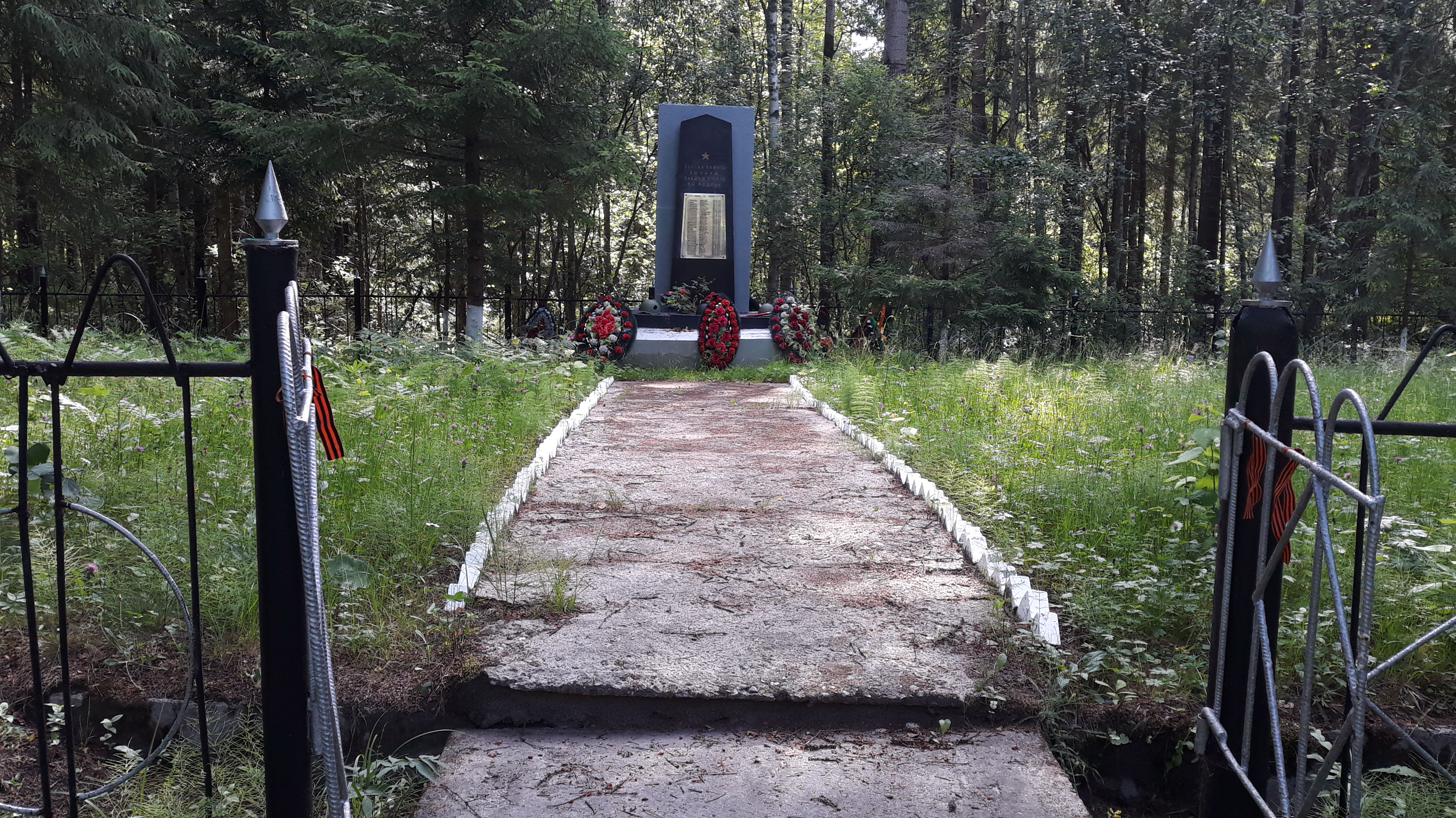
Братское кладбище в г. Всеволжске
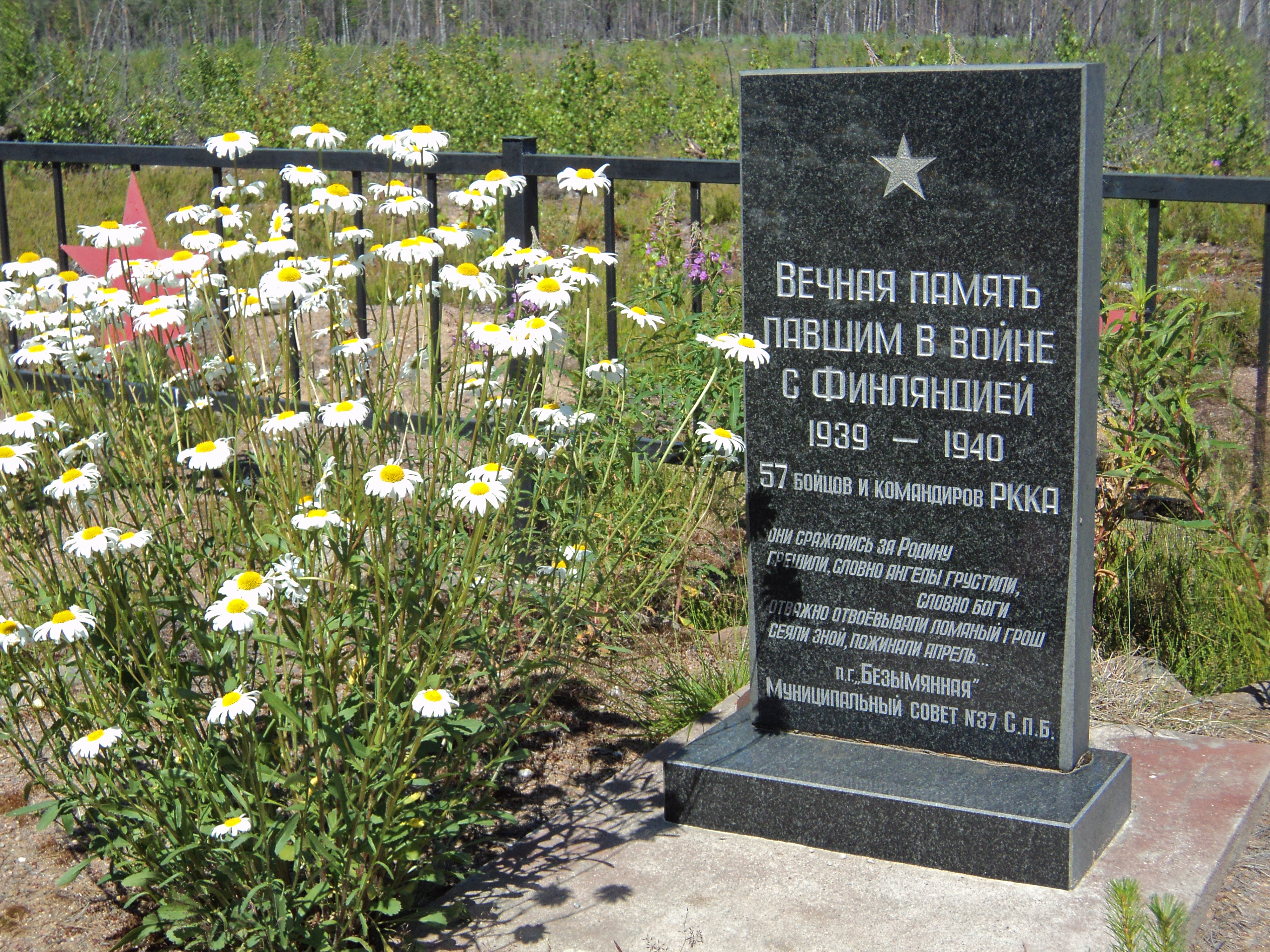
Братская могила севернее болота Кущевского
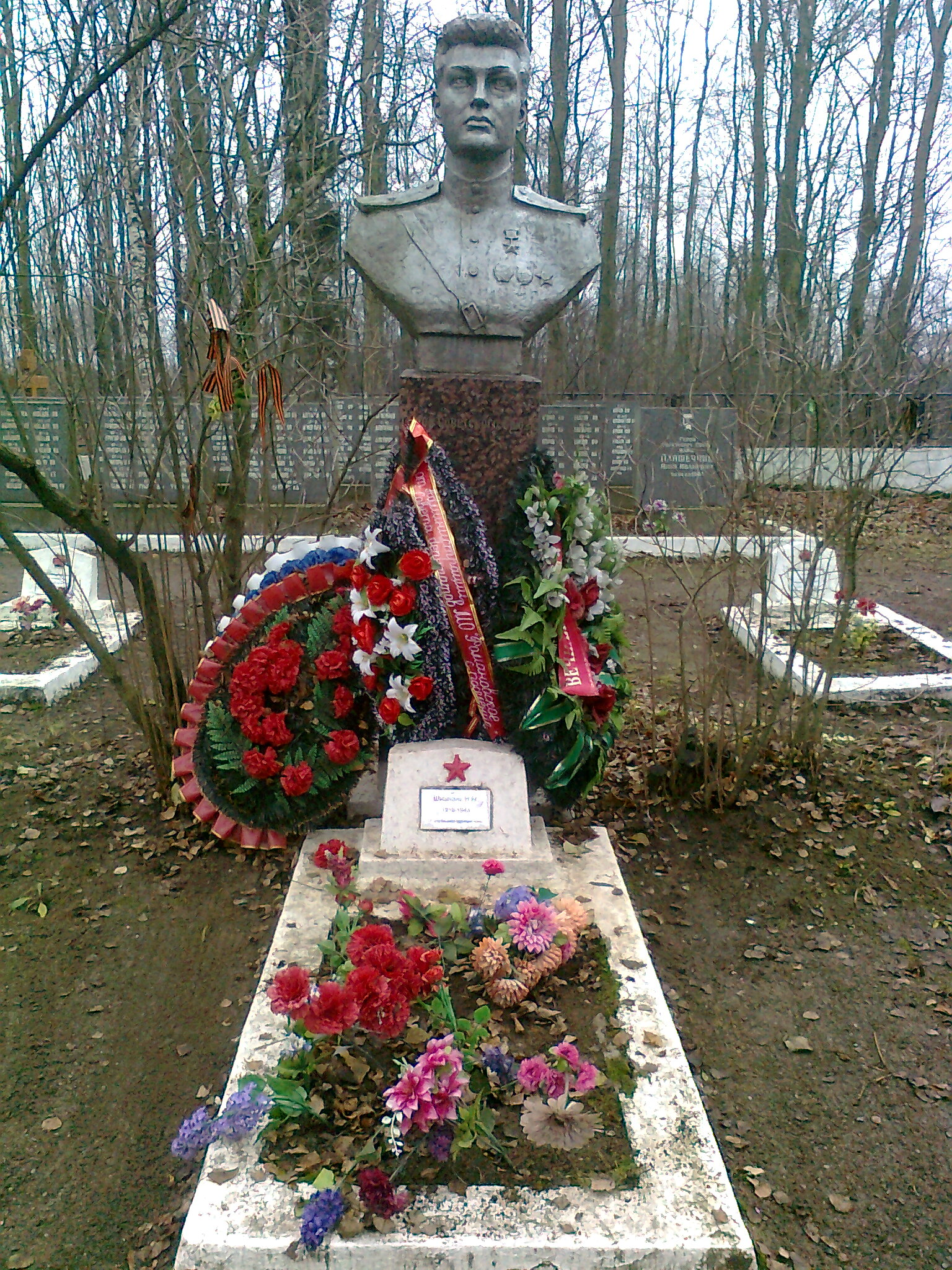
Большая Ижора. Стела на братской могиле
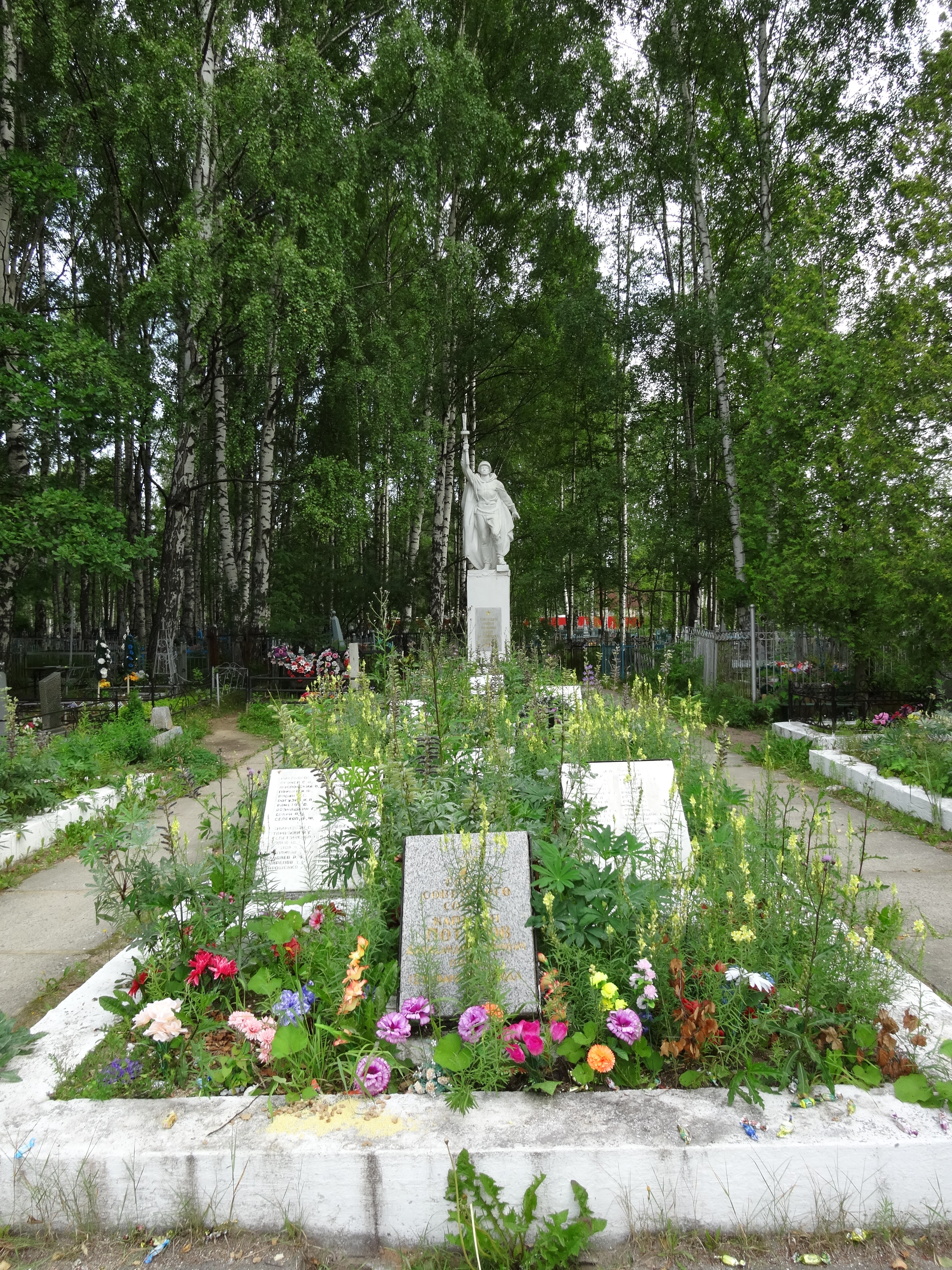
Братские захоронения воинов, Мга.

Более пятидесяти памятных знаков установлено в Кировском районе на тех рубежах, где воины пытались прорвать блокаду Ленинграда. Количество братских могил на кладбищах, возле сёл и деревень сосчитать трудно, как и бойцов, павших от рук немецких захватчиков в ленинградской земле, которых до сих пор ищут родственники.